# 海洋生物学实验室
海洋生物学实验室（英语：Marine Biological Laboratory），简称MBL，是位于美国马萨诸塞州伍兹霍尔（Woods Hole）的生物学及环境学研究教学中心。 该实验室成立于1888年，是一所私人的非营利性的研究所，隶属于美国芝加哥大学。 该实验室于2013年7月1日正式成为芝加哥大学的附属实验室，而在此之前几乎一直保持独立。
截止2023年，海洋生物学实验室的学生及教职员工中，共产生了60位诺贝尔奖得主。 同时，还产生了306名美国国家科学院院士和236名美国文理科学院院士。

## 历史发展

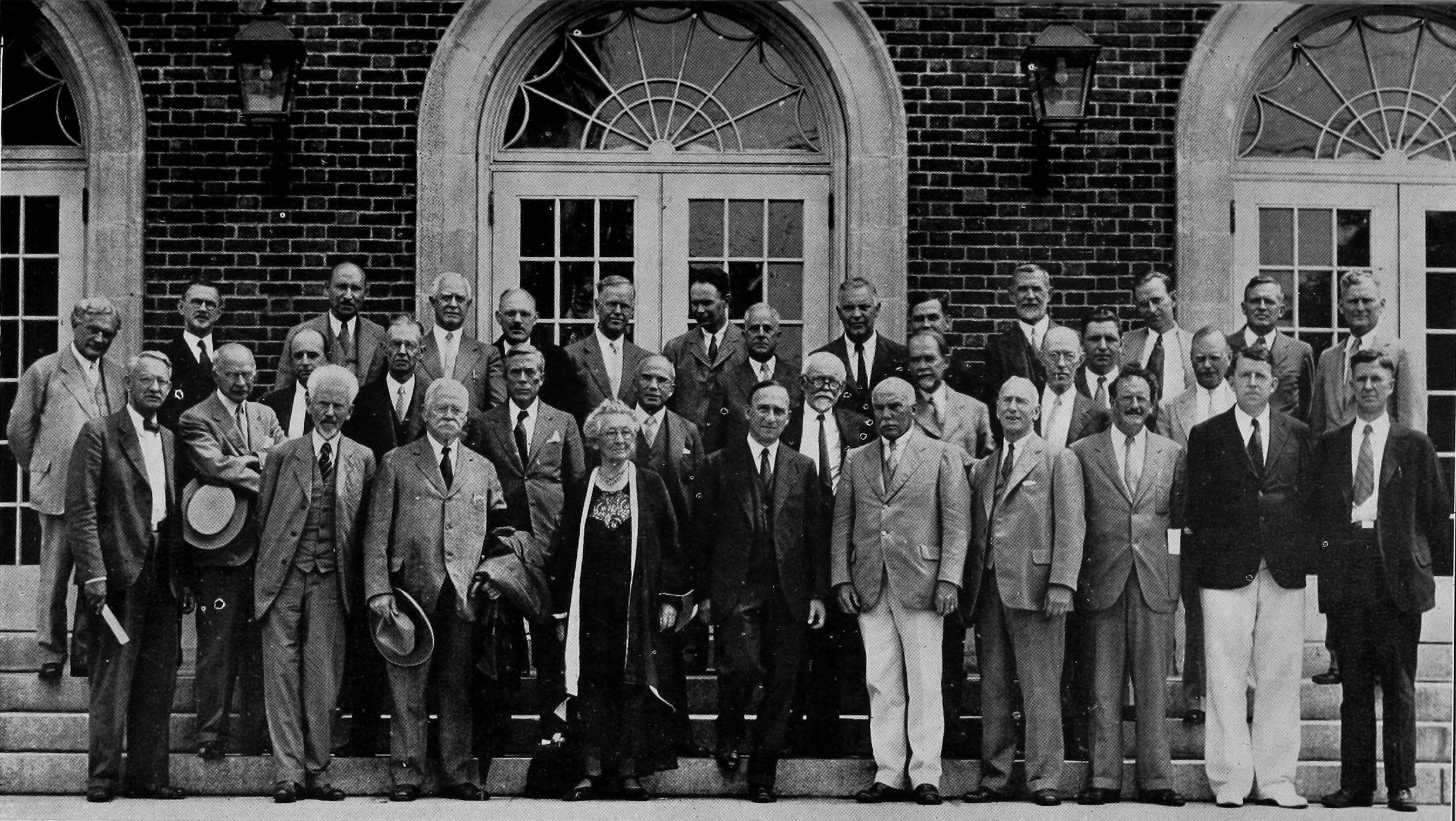
海洋生物实验室董事会人员（1934年）

### 早期历史
海洋生物学实验室（Marine Biological Laboratory）于1888年成立于美国马萨诸塞州伍兹霍尔（Woods Hole），作为一所私人的非营利性的研究所。
1889年，海洋生物学实验室图书馆建成。

### 近期发展
该实验室于2013年7月1日正式成为芝加哥大学的实验室，而在此之前一直保持独立。
2018年9月，Nipam Patel 博士成为MBL的新一任主任。

## 科学研究

### 研究人员
海洋生物学实验室总共有约250名全职员工，其中半数是科学家及相关研究人员。 同时，每年大约有500名访问学者及研究人员从世界各地来访。

### 研究方向
海洋生物学实验室的研究方向大致分为四个方面：
- 基础生命科学研究，主要利用海洋生物
- 微生物研究
- 生物造影及计算
- 生态系统及气候变化

## 教学项目
海洋生物学实验室提供各类课程、会议举办及实习项目等等。 其核心课程包括高等研究训练课程（超过20门）以及其它各类研究生课程，包含生理学、胚胎学、神经科学、微生物学等等。
与此同时，实验室还对芝加哥大学及其它部分大学的学生提供本科生及研究生课程。2016年，有超过2600名学生参与。